# Miss Terra 2010
Miss Terra 2010, decima edizione di Miss Terra, si è tenuta presso il Vinpearl Land Amphitheater di Nha Trang, in Vietnam il 4 dicembre 2010. L'evento è stato presentato da Marié Digby, Oli Pettigrew e Jennifer Pham, mentre gli ospiti della serata sono stati Ronan Keating e Mỹ Linh. L'indiana Nicole Faria è stata incoronata Miss Terra 2010. L'evento è stato trasmesso in diretta da STAR World, VTV, ABS CBN, The Filipino Channel ed altri canali televisivi affiliati.

## Risultati

### Piazzamenti
| Risultato finale | Concorrente |
| ---------------- | --- |
| Miss Terra 2010  | - India - Nicole Faria |
| Miss Aria        | - Ecuador - Jennifer Pazmiño |
| Miss Acqua       | - Thailandia - Watsaporn Wattanakoon |
| Miss Fuoco       | - Porto Rico - Yeidy Bosques |
| Finaliste        | - Giappone - Marina Kishira - Sudafrica - Nondyebo Dzingwa - Venezuela - Mariángela Bonanni |
| Semifinaliste    | - Italia - Ilenia Arnolfo - Paesi Bassi - Desiree van den Berg - Rep. Ceca - Carmen Justová - Russia - Viktoria Shchukina - Stati Uniti d'America - Danielle Bounds - Ucraina - Valentina Zhytnyk - Vietnam - Lưu Thị Diễm Hương |

Nota: A differenza che in altri concorsi, in Miss Terra non ci sono finaliste. Invece vengono assegnati i titoli di Miss Aria, Miss Acqua e Miss Fuoco, alle tre concorrenti con il punteggio più alto dopo la vincitrice.

### Riconoscimenti speciali
| Riconoscimento                   | Nazione    | Concorrente           |
| -------------------------------- | ---------- | --------------------- |
| Best in Swimsuit                 | Vietnam    | Lưu Thị Diễm Hương    |
| Best in Long Gown                | Ecuador    | Jennifer Pazmiño      |
| Best in National Costume         | Giappone   | Marina Kishira        |
| Miss Talent                      | India      | Nicole Faria          |
| Miss Photogenic                  | Thailandia | Watsaporn Wattanakoon |
| Miss Friendship                  | Guatemala  | Sue Ellen Castañeda   |
| Miss Aodai                       | Serbia     | Tijana Rakic          |
| Miss Vietnam Airlines            | Vietnam    | Lưu Thị Diễm Hương    |
| Miss Diamond Place               | India      | Nicole Faria          |
| Miss Earth Sea-Links City Resort | Giappone   | Marina Kishira        |
| Miss Saigon Elegance             | Serbia     | Tijana Rakic          |
| Miss PNJ                         | Ecuador    | Jennifer Pazmiño      |
| Miss CanDeluxe                   | Vietnam    | Lưu Thị Diễm Hương    |

     Riconoscimenti speciali maggiori
     Riconoscimenti minori degli sponsor

## Giudici
- Ella Bella - Organizzatrice del concorso
- Nenad Bratic - Architetto
- Marie J.Y.E. Collart - Attrice
- Rachel Grant - Attrice
- Karla Paula Henry - Miss Terra 2008
- Mike Rosenthal - Fotografo
- Eddy Tan - Presidente di STAR World
- Phạm Châu Sanh - Capo del dipartimento della cultura nel ministero degli affari esterni del Vietnam
- Hoàng Đại Thanh - Redattore di Thời Trang Trẻ Magazine
- Nguyễn Quỳnh Như - Stilista

## Musiche di sottofondo
- Only Girl (in the World) di Rihanna - Numero di apertura.
- Trống cơm di Mặt trời mới - Performance dal vivo
- Lời mẹ hát di Mỹ Linh[8] - Performance dal vivo
- The Way You Make Me Feel di Ronan Keating - Performance dal vivo
- When You Say Nothing at All di Ronan Keating - Performance dal vivo

## Concorrenti
| Nazione               | Concorrente              | Età | Statura | Città               |
| --------------------- | ------------------------ | --- | ------- | ------------------- |
| Australia             | Kelly Louise Maguire     | 24  | 1.78    | Sydney              |
| Bahamas               | Aquelle Plakaris         | 24  | 1.78    | Nassau              |
| Belgio                | Melissa Vingerhoed       | 18  | 1.70    | Etterbeek           |
| Bolivia               | Yovana O'Brien           | 19  | 1.80    | Santa Cruz          |
| Bosnia ed Erzegovina  | Ema Golijanin            | 18  | 1.77    | Sarajevo            |
| Botswana              | Onalenna Gaopalelwe      | 20  | 1.73    | Serowe              |
| Brasile               | Luisa de Almeida Lopes   | 20  | 1.75    | Porto de Galinhas   |
| Camerun               | Estelle Essame           | 26  | 1.71    | Yaoundé             |
| Canada                | Summer Anne Ross         | 26  | 1.80    | Ontario             |
| Cile                  | Pamela Soprani           | 23  | 1.77    | Santiago            |
| Cina                  | Zhao Shenqianhui         | 19  | 1.77    |                     |
| Cina Taipei           | Liu Hsing-Jung           | 25  | 1.70    | Taipei              |
| Colombia              | Diana Marin              | 22  | 1.80    | Cali                |
| Corea del Sud         | Lee Gui-joo              | 20  | 1.74    | Nord Jeolla         |
| Costa Rica            | Allyson Alfaro           | 20  | 1.72    | San José            |
| Crimea                | Anastasiya Sienina       | 19  | 1.79    | Simferopoli         |
| Curaçao               | Norayla Francisco        | 25  | 1.81    | Willemstad          |
| Danimarca             | Sandra Vester            | 25  | 1.66    | Copenaghen          |
| Ecuador               | Jennifer Pazmiño         | 22  | 1.80    | Guayaquil           |
| Egitto                | Doaa Hakam               | 22  | 1.69    | Il Cairo            |
| Filippine             | Kris Psyche Resus        | 22  | 1.68    | Infanta             |
| Francia               | Fanny Vauzanges          | 25  | 1.74    |                     |
| Galles                | Louise Hinder            | 19  | 1.77    | Swansea             |
| Germania              | Reingard Hageman         | 25  | 1.76    | Schwerin            |
| Ghana                 | Golda Dayi               | 18  | 1.83    |                     |
| Giamaica              | Kai Ayanna McDonald      | 24  | 1.72    | Kingston            |
| Giappone              | Marina Kishira           | 23  | 1.73    | Chiba               |
| Guadalupa             | Maïté Elso               | 23  | 1.71    | Les Abymes          |
| Guam                  | Naiomie Jean Santos      | 18  | 1.75    | Maina               |
| Guatemala             | Sue Ellen Castañeda      | 24  | 1.72    | Città del Guatemala |
| Guyana                | Soyini Fraser            | 20  | 1.80    | Georgetown          |
| Hong Kong             | Zheng Xiaoyue            | 19  | 1.77    | Hong Kong           |
| India                 | Nicole Faria             | 20  | 1.69    | Bangalore           |
| Indonesia             | Jessica Aurelia Tji      | 24  | 1.70    | Giacarta            |
| Inghilterra           | Sandra Marie Lees        | 25  | 1.70    | Birmingham          |
| Irlanda               | Alesha Gallen            | 24  | 1.75    | Donegal             |
| Irlanda del Nord      | Judith Keys              | 18  | 1.68    | Belfast             |
| Isole Cayman          | Samantha Widmer          | 23  | 1.75    | George Town         |
| Italia                | Ilenia Arnolfo           | 26  | 1.81    | Cuneo               |
| Kenya                 | Miano Isabell Wangui     | 22  | 1.74    | Njoro               |
| Kosovo                | Morena Taraku            | 18  | 1.74    | Peć                 |
| Lettonia              | Eva Caune                | 22  | 1.68    | Riga                |
| Libano                | Jihane Nehme             | 26  | 1.74    | Beirut              |
| Lussemburgo           | Laureta Bardoniqi        | 18  | 1.68    | Bettembourg         |
| Macao                 | Yi Tong Sun              | 23  | 1.66    | Macao               |
| Madagascar            | Alexandra Randrianarivel | 23  | 1.73    | Antananarivo        |
| Malaysia              | Appey Rowena             | 18  | 1.70    | Kota Kinabalu       |
| Malta                 | Christine Mifsud         | 19  | 1.76    | La Valletta         |
| Martinica             | Christine Garçon         | 22  | 1.78    | Le Vauclin          |
| Mauritius             | Anne-Lise Ramooloo       | 21  | 1.74    | Port Louis          |
| Messico               | Claudia Lopez Mollinedo  | 18  | 1.72    | Teapa               |
| Mongolia              | Bayaarkhuu Gantogoo      | 24  | 1.75    | Ômnôgov’            |
| Nepal                 | Sahana Bajracharya       | 21  | 1.67    | Katmandu            |
| Nicaragua             | Junieth Rosales          | 21  | 1.76    | Managua             |
| Nigeria               | Inara Isaiah             | 18  | 1.86    | Bayelsa             |
| Norvegia              | Iman Kerigo              | 18  | 1.68    | Kløfta              |
| Nuova Zelanda         | Lisa Davids              | 20  | 1.65    | North Shore         |
| Paesi Bassi           | Desiree van den Berg     | 23  | 1.76    | Santpoort           |
| Panama                | Nicole Morrell           | 20  | 1.76    | Panama              |
| Perù                  | Silvana Vásquez          | 22  | 1.74    | Lima                |
| Polinesia francese    | Mihiatea Ruta            | 24  | 1.75    | Papeete             |
| Polonia               | Beata Polakowska         | 24  | 1.72    | Ostrów Mazowiecka   |
| Porto Rico            | Yeidy Bosques            | 22  | 1.80    | Mayagüez            |
| Rep. Ceca             | Carmen Justová           | 19  | 1.76    | Sokolov             |
| Rep. Dominicana       | Wisleidy Osorio          | 21  | 1.78    | Samaná              |
| Romania               | Andreea Capsuc           | 19  | 1.71    | Bucarest            |
| Russia                | Viktoria Shchukina       | 22  | 1.76    | Mosca               |
| Samoa                 | Faaselega Oloapu         | 25  | 1.80    | Sydney              |
| Scozia                | Cora Buchanan            | 24  | 1.71    | Edimburgo           |
| Serbia                | Tijana Rakic             | 23  | 1.75    | Kruševac            |
| Singapore             | Maricelle Rani Wong      | 20  | 1.66    | Singapore           |
| Slovacchia            | Tímea Szaboová           | 20  | 1.83    | Bratislava          |
| Slovenia              | Ines Draganovič          | 19  | 1.74    | Lubiana             |
| Stati Uniti d'America | Danielle Bounds          | 25  | 1.83    | Kansas City         |
| Sudafrica             | Nondyebo Dzingwa         | 24  | 1.75    | Roodepoort          |
| Sudan del Sud         | Atong de Mach            | 22  | 1.80    | Giuba               |
| Svizzera              | Liza Andrea Küster       | 24  | 1.68    | Berna               |
| Tanzania              | Rose Shayo               | 21  | 1.82    | Dodoma              |
| Thailandia            | Watsaporn Wattanakoon    | 23  | 1.70    | Chiang Rai          |
| Tonga                 | Glena Lavemai            | 19  | 1.79    | Sydney              |
| Turchia               | Döndü Şahin              | 24  | 1.83    | Norimberga          |
| Ucraina               | Valentina Zhytnyk        | 18  | 1.79    | Charkiv             |
| Venezuela             | Mariángela Bonanni       | 22  | 1.77    | San Cristóbal       |
| Vietnam               | Lưu Thị Diễm Hương       | 20  | 1.75    | Ho Chi Minh         |